# 高宁
高宁（1982年10月11日—），原籍河北省辛集市，新加坡男子乒乓球运动员，曾在2008年4月于ITTF世界男子单打排名中位列第九位。

## 生涯
高宁七岁开始训练乒乓球，后进入河北省体校，曾打入1998年全国专业少年赛四强，2004年受邀前往新加坡打球，后正式成为新加坡归化公民，并加盟新加坡国家队。2007年，高宁于越南河内举行的乒乓球亚洲杯中夺得男单冠军。2010年英联邦运动会中，高宁夺得男团冠军及男单、男双和混双三项亚军。2012年亚洲乒乓球锦标赛，高宁与杨子合作，代表新加坡夺得男子双打冠军。